# 파라다이스앵무
파라다이스앵무는 오스트레일리아및 뉴기니에 살던 앵무의 일종이다.
영국인들의 정착으로 1920년 멸종했다.

## 참고 문헌
- 이 문서에는 다음커뮤니케이션(현 카카오)에서 GFDL 또는 CC-SA 라이선스로 배포한 글로벌 세계대백과사전의 내용을 기초로 작성된 글이 포함되어 있습니다.

1. ↑  BirdLife International (2016). “Psephotellus pulcherrimus”. 《IUCN 적색 목록》 (IUCN) 2016: e.T22685156A93061054. doi:10.2305/IUCN.UK.2016-3.RLTS.T22685156A93061054.en. 2021년 11월 13일에 확인함.